# Тернбулл, Джимми (английский футболист)
Джимми Тернбулл (англ. Jimmy Turnbull; дата рождения неизвестна, Гейтсхед, Дарем — дата и место смерти неизвестны) — английский спортсмен.

## Биография
Тернбулл начинал карьеру спортсмена как успешный спринтер, поэтому, переквалифицировавшись в футбольные нападающие, отличался высокой скоростью.
В сезоне 1935/36 в составе «Корка» Джимми забил 37 голов в Высшем дивизионе Ирландии, что до сих пор остаётся рекордным показателем для лучших бомбардиров лиги.
В следующем сезоне Тернбулл выступал за североирландский «Белфаст Селтик», с которым оформил «золотой дубль», одержав победу и в чемпионате, и в Кубке. В финале того Кубка Джимми оформил хет-трик в ворота «Линфилда», став единственным отличившимся игроком в том матче. В следующем сезоне «Селтик» вновь сделал «золотой дубль».
В сезоне 1938/39 он вновь выступал в Ирландии, в клубе «Корк Сити», а во время Второй мировой вернулся в Гейтсхед.

## Достижения

### Командные
Как игрока «Корка»:
- Чемпионат Ирландии:
  - Третье место: 1935/36

Как игрока «Белфаст Селтик»:
- Чемпионат Ирландии:
  - Чемпион: 1936/37, 1937/38
- Кубок Ирландии:
  - Победитель: 1936/37, 1937/38

### Личные
Как игрока «Корка»:
- Чемпионат Ирландии:
  - Лучший бомбардир: 1935/36